# Käsestraße Schleswig-Holstein
De Käsestraße Schleswig-Holstein is een toeristische autoroute in Sleeswijk-Holstein, Duitsland. De 500 kilometer lange bewegwijzerde route loopt langs kaasmakerijen in Sleeswijk-Holstein en werd in 1999 gecreëerd. De route loopt onder andere langs Dollerup, Kropp, Dannau, Zarpen, Itzehoe. In 2000 werd de beherende vereniging  „Käsestraße Schleswig-Holstein“ gesticht.